# GKS Katowice (piłka siatkowa)
GKS Katowice – sekcja piłki siatkowej mężczyzn, działająca w ramach wielosekcyjnego GKS GieKSa Katowice S.A., przywrócona w lipcu 2016.

## Historia

### Lata 1964–1971
Po utworzeniu klubu GKS Katowice została stworzona sekcja siatkówki na bazie Górnika Katowice oraz kilku innych klubów. Przez kolejne sezony GKS nie zdołał osiągnąć sukcesów Górnika i do sezonu 1967/1968 plasował się w środku tabeli I ligi. W sezonie 1968/1969 walczył już tylko o utrzymanie, aby w sezonie 1969/1970 spaść do II ligi. W owym czasie jego trenerem był Tadeusz Siwek, który wcześniej jako zawodnik przyczynił się do sukcesów Górnika Katowice. Po nieudanej próbie powrotu do I ligi sekcja została przekazana do klubu Jedność Michałkowice.

### Lata 2010–2016
Sekcja siatkówki mężczyzn w GKS GieKSa Katowice S.A. została przywrócona w lipcu 2016 r. Na mocy porozumienia z TKKF Czarni Katowice, przejęta została drużyna prowadzona dotąd przez ten klub.
Sekcję siatkarską – działającą w ramach Klubu Rekreacyjno-Sportowego TKKF Czarni Katowice – utworzono w październiku 2010, z inicjatywy grupy licealistów wspieranych przez wiceprzewodniczącego komisji Kultury, Promocji i Sportu Rady Miasta Katowice Dariusza Łyczkę. Na początku 2011 klub uzyskał licencję Śląskiego Związku Piłki Siatkowej i przystąpił do rozgrywek IV ligi. Trenerem został Przemysław Halapacz. Swój pierwszy mecz drużyna rozegrała 12 lutego 2011, przegrywając 1:3 z UKS Metalik Radziechowy, jednak sezon 2010/2011 zakończyła awansem do III ligi. W sezonie 2011/2012 zajęła 5. miejsce, a rok później wywalczyła mistrzostwo tego szczebla w grupie śląskiej, nie przegrywając ani jednego meczu. Dzięki temu zespół mógł grać o awans na szczebel centralny. Drugie miejsce w półfinałowym turnieju w Sanoku i ta sama pozycja w finałowym turnieju w Wilczynie, skutkowały barażem ze spadkowiczem z II ligi (Bielawianką Bielawa), który zakończył się korzystnie dla rywala (0:3 i 3:2). Po sezonie 2012/2013 władze PZPS podjęły decyzję o rozszerzeniu II ligi o dwie grupy, w związku z czym Czarni uzyskali promocję do tej klasy w sezonie 2013/2014. W kolejnym sezonie Czarni wygrali turniej finałowy w Katowicach i awansowali do I ligi.
Przed rozpoczęciem sezonu 2015/2016 klub podpisał umowę o użyczeniu nazwy GKS Katowice dla sekcji piłki siatkowej mężczyzn. Drużyna prowadzona przez trenera Grzegorza Słabego wygrała rozgrywki I ligi. Od sezonu 2016/17 siatkarze – już jako sekcja GKS GieKSa Katowice S.A. – występują w PlusLidze.

### Sezon 2016/17
11 września 2016 w katowickim Spodku rozegrali towarzyski mecz z włoskim zespołem Calzedonia Werona przed Meczem Gwiazd – pożegnanie Pawła Zagumnego. Podczas przygotowań do sezonu 2016/2017 PlusLigi GieKSa była gospodarzem I Memoriału Krzysztofa Turka, który odbył się w dniach 16 do 18 września. Podczas tego turnieju drużyna z Katowic zajęła drugie miejsce. Zawody zaczęli od przegranej z MKS Będzin 2:3. W drugim meczu pokonali BBTS Bielsko-Biała 3:0.
W swoim pierwszym sezonie w PlusLidze zespół prowadzony przez trenera Piotra Gruszkę zajął 10. miejsce. GKS rundę zasadniczą zakończył z dorobkiem 13 zwycięstw i 17 porażek. W rywalizacji o 9. miejsce przegrał z ONICO AZS Politechniką Warszawską. Mecz na Torwarze zakończył się porażką 1:3, a w rewanżowym meczu w Spodku GKS pokonał rywala 3:1, ale przegrał decydującego złotego seta 12:15.
Rozgrywki Pucharu Polski 2016/17 GKS zakończył na etapie 1/8 finału, przegrywając w Bełchatowie z PGE Skrą 1:3.

### Sezon 2017/18
Podczas przygotowań do sezonu 2017/18 GKS Katowice wziął udział w XVI Międzynarodowym Turnieju Siatkarskim Beskidy 2017, który odbył się w dniach od 1 do 2 września. Pozostałymi drużynami, które wzięły udział w tych zawodach były: BBTS Bielsko-Biała; VKP Bystrina SPU Nitra oraz VK Ostrava. GKS zakończył turniej na pierwszym miejscu, wygrywając w półfinale z mistrzem Słowacji 1:3, a następnie pokonując w finale gospodarzy 1:3.
Kolejnym sprawdzianem przed sezonem był udział siatkarzy w XII Memoriale Zdzisława Ambroziaka. Niestety ta impreza nie okazała się szczęśliwa dla siatkarzy GieKSy. Po przegranych meczach z Indykpolem AZS Olsztyn 1:3 oraz z Łuczniczką Bydgoszcz 2:3 zajęli 6 pozycję.
Na zakończenie okresu przygotowawczego GKS Katowice wziął udział w XIII Memoriale Arkadiusza Gołasia. Turniej zakończył na drugiej pozycji, przegrywając w tie-breaku z ONICO Warszawa. W drodze do finału GieKSa pokonała Jastrzębski Węgiel 3:2.
W rundzie zasadniczej GKS wygrał 12 z 18 spotkań, pokonując m.in. ZAKS-ę Kędzierzyn-Koźle czy Trefla Gdańsk. Niewiele brakowało, by GieKSa w fazie play-off walczyła o wyższe miejsca. Ostatecznie po wygraniu rywalizacji ze Stocznią Szczecin GKS zakończył sezon na 11. pozycji.
W sezonie 2017/18 GieKSa wystawiła dodatkowo drugą drużynę, która rozpocznie swoje starty od II ligi.

### Sezon 2018/19
Podczas przygotowań do sezonu 2018/19 GKS-a wzięła udział w Turnieju Siatkarskim z okazji 100-lecia Odzyskania przez Polskę Niepodległości we Włoszczowie, który odbył się w dniach od 6 do 7 września. Pierwszego dnia turnieju GKS wygrał 3:1 z Chemikiem Bydgoszcz. W finale uległ 1:3 Czarnym Radom, zajmując drugie miejsce.
Kolejnym sprawdzianem przed sezonem był udział w Turnieju o Puchar Prezydenta Legnicy, który odbył się w dniach od 22 do 23 września. Pierwszego dnia turnieju GKS wygrał 3:0 z Cuprum Lubin. W finale został pokonany 1:3 przez Jastrzębski Węgiel, zajmując drugą lokatę.
Kolejnym etapem przygotowań do sezonu było rozegranie dwóch spotkań w organizowanym w Katowicach III Memoriale Krzysztofa Turka, który odbył się w dniach 28 i 29 września. Pierwszego dnia GKS wygrał 3:1 z trzecią drużyną ligi niemieckiej United Volleys Frankfurt. Drugiego dnia po zaciętym spotkaniu drużyna z Katowic uległa w tie-breaku 2:3 zespołowi Aluron Virtu Warta Zawiercie.
Na zakończenie przygotowań Katowiczanie wygrali XI Turniej o Puchar Prezydenta Krosna, który wpisywał się w obchody 90-lecia Karpat Krosno. Turniej odbył się w dniach od 4 do 6 października. Na otwarcie turnieju GieKSa pokonała Asseco Resovię 1:3. W ostatnim meczu trójkolorowi pokonali 1:3 mistrza Ukrainy Barkom-Każany Lwów.
W sezonie 2018/19 GieKSa nie wystawiła drugiej drużyny grającej w niższych ligach.

### Sezon 2019/20
Przygotowania do sezonu 2019/20 GKS-a rozpoczęła od turnieju w Tomaszowie Mazowieckim. Pierwszy mecz Katowiczanie rozegrali 6 września z reprezentacją Ukrainy przygotowującą się do Mistrzostw Europy. Mecz wygrała drużyna GKS-u, pokonując rywali 3:2. Następnego dnia rywalem trójkołowych był Chemik Bydgoszcz. Tym razem górą byli rywale, wygrywając 1:3.
Kolejnym sprawdzianem przed sezonem był udział w II Turnieju o Puchar Prezydenta Legnicy, który odbył się w dniach od 21 do 22 września. Pierwszego dnia turnieju GKS wygrał 3:1 z Resovią. W finale Katowiczanie pokonali 3:0 Cuprum Lubin, zajmując pierwszą lokatę.
W dniach 11–13 października GieKS-a brała udział w Turnieju Partnerstwa Regionalnego, który odbył się w Radomiu. Pierwszego dnia Katowiczanie pokonali 3:1 AZS Olsztyn. Drugiego dnia przegrali 2:3 z Aluron Virtu CMC Zawiercie. Ostatniego dnia turnieju GKS uległ 0:3 Czarnym Radom, ostatecznie zajmując trzecią lokatę.
Ostatnim sprawdzianem przed sezonem był Turniej o Puchar Prezydenta Miasta Krosna, który odbył się w dniach 18–19 października. Turniej trójkolorowi rozpoczęli wygranej 3:1 z Czarnymi Radom. W drugim dni GKS został pokonany 2:3, ulegając w meczu finałowym Resovii i zajmując ostatecznie drugie miejsce.

### Sezon 2020/21
Przygotowania do sezonu 2020/21 zawodnicy GieKSy rozpoczęli od udziału w PreZero Grand Prix Polskiej Ligi Siatkówki. Podczas turnieju siatkarze z Katowic wywalczyli trzecie miejsce.

### Sezon 2021/22
Przygotowania do sezonu 2021/22 zawodnicy GieKSy rozpoczęli od udziału w PreZero Grand PLS. Podczas turnieju siatkarze z Katowic rozegrali trzy mecze. Pierwszy przegrali z zespołem Alsecco Stal Nysa 1:2. Drugi wygrali z drużyną Trefl Royal Seafood Gdańsk 2:1. Następnym rywalem był Jastrzębski Węgiel, z którym przegrali 0:2 i tym samym zakończyli rywalizację

### Sezon 2022/23
Przygotowania do sezonu 2022/23 zawodnicy GieKS-y rozpoczęli od udziału w PreZero Grand PLS. Podczas turnieju siatkarze z Katowic rozegrali trzy mecze. Pierwszy mecz wygrali 2:0 z Cerradem Eneą Czarni Radom. Kolejne mecze Katowiczanie przegrali 0:2 ze Ślepskiem Malow Suwałki oraz 1:2 z Projektem Warszawa.

### Sezon 2023/24
W 21. kolejce PlusLigi (2023/2024) w meczu z Grupą Azoty ZAKSA Kędzierzyn-Koźle zawodnicy GKS-u Katowice w 2 secie przegrywali 19:24, gdzie potem wyrównali wynik po 24:24, a ostatecznie wygrali seta 32:30.

## Sukcesy
PreZero Grand Prix PLS
- 3. miejsce: 2020

Memoriał Arkadiusza Gołasia
- 2. miejsce: 2017

Międzynarodowy Turniej Siatkarski Beskidy
- 1. miejsce: 2017

Memoriał Krzysztofa Turka
- 2. miejsce: 2016

## Udział w rozgrywkach ligowych
| 1964/1965 | I liga   | 6.  |    |         | Spadkobierca tradycji Górnika Katowice                                                        | Spadkobierca tradycji Górnika Katowice | Spadkobierca tradycji Górnika Katowice |
| 1965/1966 | I liga   | 6.  |    |         |                                                                                               |                                        |                                        |
| 1966/1967 | I liga   | 5.  |    |         |                                                                                               |                                        |                                        |
| 1967/1968 | I liga   | 7.  |    |         |                                                                                               |                                        |                                        |
| 1968/1969 | I liga   | 8.  |    |         |                                                                                               |                                        |                                        |
| 1969/1970 | I liga   | 8.  |    |         | spadek do II ligi                                                                             |                                        |                                        |
| 1970/1971 | II liga  | –   |    |         | Po nieudanej próbie powrotu do I ligi sekcja została przekazana do klubu Jedność Michałkowice |                                        |                                        |
| 2010/2011 | IV liga  | 3.  | 10 | (5–5)   | awans do III ligi po reorganizacji rozgrywek                                                  |                                        |                                        |
| 2011/2012 | III liga | 14. | 24 | (9–15)  |                                                                                               |                                        |                                        |
| 2012/2013 | III liga | 1.  | 32 | (29–3)  | awans do II ligi po reorganizacji rozgrywek                                                   |                                        |                                        |
| 2013/2014 | II liga  | 3.  | 24 | (14–10) |                                                                                               |                                        |                                        |
| 2014/2015 | II liga  | 1.  | 28 | (27–1)  | awans do I ligi                                                                               |                                        |                                        |
| 2015/2016 | I liga   | 1.  | 36 | (29–7)  | awans do PlusLigi                                                                             |                                        |                                        |
| 2016/2017 | PlusLiga | 10. | 32 | (13–19) |                                                                                               |                                        |                                        |
| 2017/2018 | PlusLiga | 11. | 32 | (14–18) |                                                                                               |                                        |                                        |
| 2018/2019 | PlusLiga | 8.  | 26 | (11–15) |                                                                                               |                                        |                                        |
| 2019/2020 | PlusLiga | 6.  | 24 | (11–13) |                                                                                               |                                        |                                        |
| 2020/2021 | PlusLiga | 9.  | 28 | (13–15) |                                                                                               |                                        |                                        |
| 2021/2022 | PlusLiga | 8.  | 30 | (12–18) | ćwierćfinał Pucharu Polski                                                                    |                                        |                                        |
| 2022/2023 | PlusLiga | 11. | 32 | (13–19) |                                                                                               |                                        |                                        |
| 2023/2024 | PlusLiga | 13. | 32 | (10–22) |                                                                                               |                                        |                                        |
| 2024/2025 | PlusLiga | 15. | 30 | (5–25)  | spadek do I ligi                                                                              |                                        |                                        |
| 2025/2026 | I liga   |     |    |         |                                                                                               |                                        |                                        |

| Sezon     | Liga    | Miejsce | Mecze | Z-P    | Uwagi  |
| --------- | ------- | ------- | ----- | ------ | ------ |
| 2017/2018 | II liga | 8.      | 24    | (8–16) | [ 40 ] |

Poziom rozgrywek:
     najwyższy ogólnokrajowy
     drugi
     trzeci
     czwarty
     piąty

## Kadra w sezonie 2025/2026[41]

### Sztab szkoleniowy
- Pierwszy trener: Emil Siewiorek

| Nr                     | Imię i nazwisko     | Data ur. | Wzrost | Pozycja      |
| ---------------------- | ------------------- | -------- | ------ | ------------ |
| 1                      | Bartłomiej Krulicki | 1993     | 205    | środkowy     |
| 6                      | Piotr Fenoszyn      | 1996     | 193    | rozgrywający |
| 8                      | Krzysztof Gibek     | 1992     | 190    | przyjmujący  |
| 10                     | Damian Domagała     | 1998     | 200    | atakujący    |
| 16                     | Patryk Waloch       | 1995     | 176    | libero       |
| 27                     | Maciej Wóz          | 2000     | 205    | środkowy     |
| 97                     | Damian Hudzik       | 1998     | 204    | środkowy     |
| Potwierdzone transfery |                     |          |        |              |
|                        | Gonzalo Quiroga     | 1993     | 193    | przyjmujący  |
|                        | Wojciech Włodarczyk | 1990     | 200    | przyjmujący  |
|                        | Grzegorz Pająk      | 1987     | 196    | rozgrywający |
|                        | Michał Superlak     | 1993     | 206    | atakujący    |
|                        | Bartosz Schmidt     | 1991     | 200    | środkowy     |
|                        | Kajetan Marek       | 1994     | 186    | libero       |
|                        | Mateusz Łysikowski  | 1996     | 185    | przyjmujący  |

## Trenerzy
| Od   | Do   | Trenerzy            |
| ---- | ---- | ------------------- |
| ?    | 1970 | Tadeusz Siwek       |
| 2010 | 2015 | Przemysław Halapacz |
| 2015 | 2016 | Grzegorz Słaby      |
| 2016 | 2019 | Piotr Gruszka       |
| 2019 | 2020 | Dariusz Daszkiewicz |
| 2020 | 2024 | Grzegorz Słaby      |
| 2024 |      | Emil Siewiorek      |

## Obcokrajowcy w zespole
| 2013–2015                           | Peter Diviš*     | atakujący    |
| 2016–2017                           | Gert van Walle   | atakujący    |
| 2016–2017                           | Marco Falaschi   | rozgrywający |
| 2016–2018                           | Serhij Kapełuś   | przyjmujący  |
| 2017–2021                           | Emanuel Kohút    | środkowy     |
| 2017–2019 2021–2023 2025–           | Gonzalo Quiroga  | przyjmujący  |
| 2018–2019 2021–2023 (do 26.01.2023) | Tomas Rousseaux  | przyjmujący  |
| 2019–2021                           | Dustin Watten    | libero       |
| 2021–2022                           | Micah Maʻa       | rozgrywający |
| 2022–2023                           | Georgi Seganow   | rozgrywający |
| 2023–2024                           | Lukáš Vašina     | przyjmujący  |
| 2023–2024 (od 29.11.2023)           | Davide Saitta    | rozgrywający |
| 2023–2024 (od 1.12.2023)            | Jonas Kvalen     | przyjmujący  |
| 2024–                               | Aymen Bouguerra  | przyjmujący  |
| 2024–                               | Alexander Berger | przyjmujący  |
| 2024–                               | Jewhenij Kisiluk | przyjmujący  |
| 2024–                               | Joshua Tuaniga   | rozgrywający |
| * (TKKF Czarni Katowice)            |                  |              |